# Jane Haist
Jane Haist (ur. 16 marca 1949 w St. Catharines, zm. 21 maja 2022 w Fort Erie) – kanadyjska lekkoatletka, specjalistka rzutu dyskiem i pchnięcia kulą, dwukrotna mistrzyni igrzysk Brytyjskiej Wspólnoty Narodów, olimpijka.

## Kariera sportowa
Zdobyła złote medale w pchnięciu kulą (wyprzedzając Valerie Young z Nowej Zelandii i Jean Roberts z Australii) oraz w rzucie dyskiem (przed Rosemary Payne ze Szkocji i swą koleżanką z reprezentacji Kanady Carol Martin) na igrzyskach Brytyjskiej Wspólnoty Narodów w 1974 w Christchurch. Na igrzyskach panamerykańskich w 1975 w Meksyku zdobyła brązowy medal w rzucie dyskiem, za Kubankami Carmen Romero i Maríą Cristiną Betancourt. Zajęła 11. miejsce w tej konkurencji na igrzyskach olimpijskich w 1976 w Montrealu. Zwyciężyła w rzucie dyskiem na igrzyskach Konferencji Pacyfiku w 1977 w Canberze.
Haist była mistrzynią Kanady w pchnięciu kulą i w rzucie dyskiem w 1974, wicemistrzynią w rzucie dyskiem w 1969, 1975 i 1976, a także brązową medalistką w pchnięciu kulą w 1973 oraz w rzucie dyskiem w 1968, 1972, 1973 i 1978. Była także mistrzynią Wielkiej Brytanii (WAAA) w pchnięciu kulą i w rzucie dyskiem w 1974 oraz mistrzynią Stanów Zjednoczonych (AAU) w rzucie dyskiem w 1977.
Pięciokrotnie poprawiała rekord Kanady w rzucie dyskiem do wyniku 61,70 m, uzyskanego 16 lipca 1975 w Halmstad. Był to najlepszy wynik w jej karierze.